# ジョン・ホワイト (サッカー選手)
ジョン・アンダーソン・ホワイト（John Anderson White, 1937年4月28日 - 1964年7月21日）は、スコットランド・イースト・ロージアン・マッセルバラ出身のサッカー選手。ポジションはFW。
トッテナム・ホットスパーFCが1960-61シーズンに成し遂げた20世紀初の2冠達成の主力メンバーのひとり。1964年7月に落雷事故に遭い、27歳の若さで命を落とした。

## 経歴
スコットランドの2チームで活躍し、1959年5月にスコットランド代表に初招集されると、10月の北アイルランド代表戦ではゴールを決め、4-0での勝利に貢献した。同月、この試合で北アイルランド代表として出場していたダニー・ブランチフラワーやスコットランド代表のチームメイト、デイヴ・マッケイが所属していたトッテナム・ホットスパーFCへ2万2千ポンドで加入した。1960-61シーズンは公式戦13ゴールを決め、チームのダブルに貢献した。
1964年7月21日、ロンドン、インフィールド区にあるゴルフ場でゴルフを楽しんでいたが、雨に遭い、木の下に避難しているところ、その木に雷が落ちて死亡した。享年27。死後、トッテナムとスコットランドサッカーの殿堂入りを果たしている。